# Shirburn

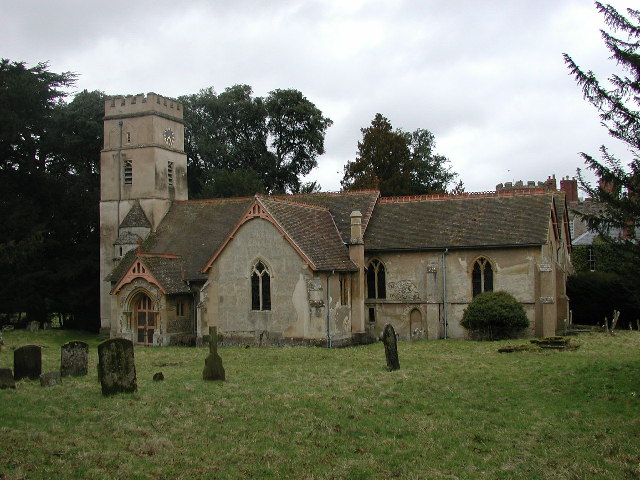
All Saints’ Parish Church in Shirburn

Shirburn ist ein kleines Dorf in der englischen Grafschaft Oxfordshire, etwa sechs Meilen (10 km) südlich von Thame. Es ist eine Civil Parish (Gemeinde), die Teil des Districts (Verwaltungsbezirks) South Oxfordshire ist.
Sehenswert sind Shirburn Castle, das als Drehort für Fernsehserien genutzt wurde, und die All Saints’ Parish Church aus dem späten 11. oder frühen 12. Jahrhundert.

## Persönlichkeiten
- Mary Watson (1856–1933), Chemikerin